# Istočno bojište (Prvi svjetski rat)
Istočno bojište bilo je bojište na kojem su se u prvom svjetskom ratu sukobljavale Njemačka, Austro-Ugarska, Bugarska, i Osmansko Carstvo s jedne strane, te Rusija i Rumunjska s druge strane. Operacije su počeli Rusi jer su Nijemci imali glavne snage na Zapadu. Rusi su u kolovozu 1914. napali Istočnu Prusku i Galiciju. Nakon početnih uspjeha u Pruskoj, Rusi su potkraj kolovoza potučeni kraj Tannenberga. Na galicijskom bojištu Rusi su uglavnom dominirali nad austrougarskom vojskom. Do kraja godine okružili su veliku utvrdu Przemyśl i osvojili Karpate. 
U veljači 1915. Nijemci su potukli Ruse kraj Mazurskih jezera. Rusi su obranili Varšavu i osvojili Przemyśl. U svibnju je počela zajednička njemačko-austrougarska ofenziva u kojoj je probijena ruska crta kraj Gorlica u podnožju Karpata, što je dovelo do lančanog povlačenja ruskih snaga na cijeloj fronti. Slijedilo je frontalno potiskivanje Rusa koje je trajalo do kraja rujna i početkom listopada, kada je crta stabilizirana. Rusi su izgubili Galiciju, Poljsku, Litvu i dijelove Letonije i Bjelorusije. 
U ožujku 1916. pokušali su ofenzivu koja nije uspjela. Zatim je početkom lipnja slijedio prodor generala Brusilova kraj Luc’ka i u Bukovinu, koji je ugrozio austrougarsku crtu i zaprijetio njezinim potpunim slomom. Morali su intervenirati Nijemci i dovući snage s drugih bojišnica. U rat na strani Antante uključila se i Rumunjska i napala Ugarsku. Stoga su Nijemci težište rata bacili na Rumunjsku i zajedno s bugarskim i austrougarskim snagama osvojili Bukurešt. 
Ruski planove za ofenzivu u proljeće 1917. omela je revolucija u Petrogradu i Moskvi u kojoj je car abdicirao. Ofenziva je započela početkom srpnja probojem austrougarske crte i zaustavljena je intervencijom Nijemaca. Uskoro je sredinom srpnja počela uspješna austro-njemačka ofenziva i Rusi su odbačeni duboko na Istok, što je olakšano izbijanjem Oktobarske revolucije u Rusiji. Početkom prosinca potpisano je primirje između Centralnih sila i Rusije, što je slijedila i Rumunjska. 
U veljači 1918. Nijemci su obnovili rat protiv Rusije, koja je u ožujku prisiljena na nepovoljan mir. Rusi su napustili Poljsku, Litvu, Letoniju i Estoniju, a Ukrajina i Finska postale su zasebne države.